# Glossobalanus alatus
Glossobalanus alatus är en djurart som tillhör fylumet svalgsträngsdjur, och som beskrevs av van der Horst. Glossobalanus alatus ingår i släktet Glossobalanus och familjen Ptychoderidae.
Artens utbredningsområde är Indiska oceanen. Inga underarter finns listade i Catalogue of Life.